# جوزفين بينكني
جوزفين بينكني (بالإنجليزية: Josephine Pinckney)‏ (25 يناير 1895 - 4 أكتوبر 1957)؛ كاتِبة، شاعرة وروائية أمريكية.